# Awdaghost
Awdaghost, Awdaghosht, Aoudaghost o Tegdaoust (àrab: أودغست, Awdaḡust) fou una antiga ciutat de l'Àfrica Occidental, al sud-oest de la moderna Mauritània.
Fou fundada cap al segle v com a estació per les caravanes que creuaven el Sàhara, pels zenaga (sanhadja), prop del límit nord del regne de Ghana. Al segle x els sanhadja van conquerir part del regne de Ghana i va esdevenir la capital d'un estat poderós. El rei que hi governava entre 961 i 971 tenia més de 20 reis negres sota la seva sobirania i l'estat mesurava 60 dies de camí tant de llarg com d'ample. Al segle xi fou atacada (vers el 1050) pel Regne de Ghana i poc després per Ibn Yassin el fundador dels almoràvits, quan fou saquejada (1054/1055) i els habitants massacrats. En endavant el poder dels zenaga va entrar en declivi. Al començament segle xiii el seu regne fou envaït pels Susu i no és clar si van sortir del país o hi van romandre com a tributaris de l'imperi de Mali. Va romandre habitada fins al segle xvii.
Al-Bakrí la descriu al segle xi com una ciutat prospera i emprenedora, amb molta població, que tenia mesquites, edificis, barris amb jardins, mansions elegants i mercats. Al-Idrissí al segle xii parla d'una vila amb pocs habitants, sense gairebé comerç, i poblada de pastors. Sembla que a més dels atacs exteriors, la sequera va eliminar l'herba i els cultius.